# 1972年夏季残疾人奥林匹克运动会阿根廷代表团
1972年夏季残疾人奥林匹克运动会阿根廷代表团是阿根廷派出的1972年夏季残疾人奥林匹克运动会代表团。获得2枚金牌、4枚银牌和3枚铜牌。